# Tate Taylor
Tate Taylor (Jackson, Mississipi, 3 de juny de 1969) és un director de cinema i actor estatunidenc. És conegut per dirigir The Help (2011), Get on Up (2014), i La noia del tren (2016).

## Filmografia
Director
- Chicken Party (2003; curtmetratge)
- Pretty Ugly People (2008)
- The Help (2011)
- Get on Up (2014)
- La noia del tren (2016)
- Ma (2019)
- Eve (2019)
- Breaking News in Yuba County (N/S)

Actor
- Wannabe (2005)[4]
- Winter's Bone (2010)